# You Would Have Loved This
"You Would Have Loved This" é um single natalino da cantora finlandesa Tarja Turunen, o single antecedeu o lançamento do álbum no qual está contido, Henkäys Ikuisuudesta.
Cinco fãs puderam acompanhar a gravação do single ao ganharem o concurso Ganhe um dia com Tarja Turunen, feito no website oficial cantora, em que teriam que adivinhar o nome das faixas estariam no álbum.
"You Would Have Loved This" foi lançado com uma tiragem de apenas 1.000 cópias, que foram esgotadas logo na primeira semana de vendas, entrando em quinto lugar nas paradas de singles oficiais finlandeses, sendo a posição mais elevada para uma música nova na semana no Top 40 finlandês.

## Composição
O som foi originalmente escrito por Cori Connors em 1994, para seu álbum Sleepy Little Town, como uma dedicação à sua mãe, que faleceu naquele ano, Tarja também lançou a música como uma dedicatória à sua mãe, que faleceu em 2003 vítima de câncer.
Tarja disse ter uma conexão com a música:
| “ | Eu encontrei essa música na América. A história na letra encaixa perfeitamente no álbum. Ela é sobre uma grande perda de alguém querido. Com isso em mente, nós tentamos fazer algo mais intimista no álbum do que no single. Ela tem uma melodia muito linda e tocante. | ” |

## Faixas
| # | Título                                      | Compositor   | Duração |
| - | ------------------------------------------- | ------------ | ------- |
| 1 | You Would Have Loved This (versão de rádio) | Cori Connors | 3:28    |
| 2 | Walking In The Air                          | Howard Blake | 3:50    |
| 3 | You Would Have Loved This (versão compacta) | Cori Connors | 3:59    |

## Créditos
- Tarja Turunen - Vocal principla e Co-produção
- Esa Nieminen - Produção e arranjos
- Mika Jussila - Masterização
- Travis Smith - Direção de arte
- Toni Härkönen - Fotografias